# Jutaí (kommun)
Jutaí är en kommun i Brasilien.   Den ligger i delstaten Amazonas, i den västra delen av landet, 2 500 km nordväst om huvudstaden Brasília. Antalet invånare är 17 964.
Följande samhällen finns i Jutaí:
- Jutaí

I omgivningarna runt Jutaí växer i huvudsak städsegrön lövskog. Trakten runt Jutaí är nära nog obefolkad, med mindre än två invånare per kvadratkilometer.